# 抱かれたい男1位に脅されています。
『抱かれたい男1位に脅されています。』（だかれたいおとこいちいにおどされています）は、桜日梯子による日本の漫画。略称は「だかいち」。2013年7月にリブレの漫画雑誌『b-boy』に初掲載後、同社の季刊誌『JUNK!BOY』の掲載を経て、同社の月刊誌『MAGAZINE BE×BOY』にて連載中。2024年7月時点で単行本の累計発行部数は500万部を突破している。
芸能界を舞台とするボーイズラブ作品であり、男前の役者に与えられる「抱かれたい男ランキング」で1位を獲得した新人俳優と、前年までその座を維持していた演技派俳優の恋愛模様が描かれる。

## あらすじ
「抱かれたい男ランキング」1位の座を5年連続で守り続けてきた芸歴20年のベテラン俳優・西條高人は、芸歴3年の新人俳優･東谷准太にその座を奪われ、連覇の悲願を絶たれる。東谷の主演作で共演することになった高人は内心いい感情を抱いていなかったが、あれよあれよと2人で飲みに行くことになってしまう。翌日、高人は東谷宅のベッドで目を覚まし、昨晩の痴態を東谷によって動画に収められていた。揺すられるのではと考えた高人は何でも言うことを聞くと交渉を持ちかけるが、東谷は西條を抱きたいと言いだす。一度は拒絶した西條だったが、押しの強い東谷に押し切られる形で2人は肉体関係を結び、両者は親密な間柄となっていく。

## 登場人物
声の項は、ドラマCD版およびアニメ版の担当声優。実写舞台作品『紅葉鬼』の俳優は#キャストを参照。

### 主要人物
東谷准太（あずまや じゅんた）
声 - 小野友樹、小市眞琴（少年期）
主人公。高人を抜いて「抱かれたい男ランキング」1位になった芸歴3年の新人俳優。身長190cm。体重73kg。誕生日は11月11日。祖父がスペイン人のクオーター。持ち前の天使力で世の中をスイスイ渡るキラキラ男子で、学生時代に様々なバイトをこなしたおかげで、社会性や多彩なスキルを身につけている。芸能界入りは、芸能事務所にピザを配達しに行って、その場でスカウトされたのがきっかけ。普段は天使の様な笑顔を浮かべているが、高人を狙う際はクリオネを彷彿とさせる顔を見せる。
西條高人（さいじょう たかと）
声 - 高橋広樹、松田颯水（少年期）
東谷に抜かれるまで「抱かれたい男ランキング」に5年連続で1位にランクインした実績を持つ演技派俳優。身長176cm。体重55kg。誕生日は4月20日。28歳。8歳で芸能界入りし、役者としての芸歴が20年を越すためにプロ意識が高く、仕事ぶりは業界内でも信頼されている。人生のほとんどを芸能界だけで生きてきたために、変に素直で迂闊なところがあるが、本人に一切自覚はない。イライラした時の解消法はケーキをホール食いすること。お酒は好きだが、酔うと絡み酒になりウザ面白いと評判。

### 准太・高人を取り巻く人々
綾木千広（あやぎ ちひろ）
声 - 佐藤拓也
東谷と同時期にデビューした俳優。その前から知人に頼まれて小遣い稼ぎ程度にモデルなどをやっていた。大学時代にバーテンのバイトをしており、たまたま客で来た女性プロデューサーをたぶらかして業界でも力のある芸能事務所を紹介してもらう。物事に対して斜に構えた見方をしており、いかに人生をちょろくやってくかで過ごしてきた。
成宮涼（なるみや りょう）
声 - 内田雄馬
高人がOBの秀泉学園に通う現役高校生の俳優。4つ上の姉が勝手に写真を芸能事務所に送り、中2の時に芸能界入りした。勉強と仕事を両立出来る賢い子で、友達も多い。現在は東谷のサポメンとして邁進中。
卯坂和臣（うさか かずおみ）
声 - 鳥海浩輔
テレ日の敏腕ゼネラルプロデューサー。いつもは標準語だが、独り言やふとした時にお国言葉の京都弁が出る。高人とはAD時代からの知り合いで、腹を割って話のできる関係。西條高人と東谷准太が恋愛関係にある事にも気づいており、表立っては応援しないが、二人の行く末を静かに見守っている。威圧感があり近寄りがたいが、テレ日女性社員には隠れ人気がある。ヘビースモーカーで辛党、好物は激辛麻婆豆腐。甘い物は苦手で食べると眉間にシワがよる。
在須清崇（ありす きよたか）
声 - 羽多野渉
作曲家。芸名は「アリス」。掴みどころのない漂々とした性格の持ち主で、どんな場面でも堂々とした振る舞いを見せる様子は、百獣の王「ライオン」に例えられている。日本国内だけでなく海外でも活動しており、さまざまな賞も獲得しているが、メディアには滅多に露出しない。過去に卯坂和臣と身体の関係を持った事がある。常に棒つきキャンディーを舐めている。

### 准太・高人の家族
西條鈴子（さいじょう すずこ）
声 - 定岡小百合
高人の父方の祖母。有名な舞台女優。一緒に観た朗読劇で役者に興味を抱いた８歳の高人を「いつかって思った今がいつかだよ」と芸能の世界へと導く。高人が初めての朗読劇の舞台に立った日に末期がんでこの世を去った。
西条暢（さいじょう のぼる） 
高人の父方の祖父。元教員。
西条修司（さいじょう しゅうじ）
高人の父。フリーの売れっ子インダストリアルデザイナー。
西条光里（さいじょう ひかり） 
高人の母。自宅でピアノの先生。

## 書誌情報

### 漫画
- 桜日梯子『抱かれたい男1位に脅されています。』、リブレ〈ビーボーイコミックスDX〉、既刊9巻（2023年11月9日現在）
  1. 2014年2月10日発売[6]、ISBN 978-4-7997-1443-0
  2. 2015年3月10日発売[7]、ISBN 978-4-7997-2561-0
    - 『オール描き下ろし超豪華小冊子付き初回限定版』2015年2月10日発売[8]、ISBN 978-4-7997-2486-6

  3. 2016年12月1日発売[9]、ISBN 978-4-7997-3030-0
  4. 2017年3月31日発売[10]、ISBN 978-4-7997-3272-4
  5. 2018年3月30日発売[11]、ISBN 978-4-7997-3351-6
  6. 2019年3月13日発売[12]、ISBN 978-4-7997-4215-0
  7. 2020年6月10日発売[13]、ISBN 978-4-7997-4706-3
  8. 2021年9月18日発売[14]、ISBN 978-4-7997-5414-6
  9. 2023年11月9日発売[15]、ISBN 978-4-7997-6478-7

### 小説
- 桜日梯子（原案）・成田良美（著）『小説 抱かれたい男1位に脅されています。 紅血の殉教者』、リブレ〈ビーボーイプラスデラックス〉、2020年9月10日発売[16]、ISBN 978-4-7997-4862-6
- 『小説 抱かれたい男1位に脅されています。 深緑の寄宿舎』、2022年1月20日発売、ISBN 978-4-7997-5495-5

## ドラマCD
リブレの自社レーベル「Cue Egg Label」より発売。
| 巻 | 発売日         | 規格品番   | 規格品番 |
| 巻 | 発売日         | 初回限定盤 | 通常盤   |
| -- | -------------- | ---------- | -------- |
| 1  | 2015年5月6日   | CEL-070    |          |
| 1  | 2015年7月1日   |            | CEL-071  |
| 2  | 2015年12月24日 | CEL-074    |          |
| 3  | 2016年2月24日  | CEL-075    |          |
| 0  | 2017年4月20日  | CEL-080    | CEL-081  |
| 4  | 2018年4月20日  | CEL-086    | CEL-087  |
| 5  | 2018年10月5日  | CEL-088    |          |
| 6  | 2020年4月20日  | CEL-095    |          |
| 6  | 2021年5月28日  |            | CEL-096  |
| 7  | 2021年8月27日  | CEL-115    |          |
| 8  | 2022年8月26日  | CEL-125    |          |

## テレビアニメ
2018年10月から12月までTOKYO MXほかにて放送された。ストーリーは原作者の桜日による監修が行われており、オリジナルエピソードも追加される。

### スタッフ
- 原作 - 桜日梯子[4]
- 監督 - 龍輪直征[4]
- シリーズ構成 - 成田良美[4]
- キャラクターデザイン - 芝美奈子[4]
- 色彩設計 - 山本未有[4]
- 美術監督 - 平柳悟[4]
- 美術設定 - 金平和茂（第1 - 3話）→丸山智宏（第3、6話 - ）、佐藤正浩（第4話 - ）、野村裕樹（第7話）
- 撮影監督 - こやまこゆき[4]
- CGディレクター - 野間裕介、唐澤祐人[4]
- 編集 - 瀧川三智[4]
- 音響監督 - 本山哲[4]
- 音楽 - 横山克[4]
- 音楽制作 - アニプレックス
- チーフプロデューサー - 三宅将典
- プロデューサー - 小田桐成美、木越美穂、吉田靖、上治知世
- アニメーションプロデューサー - 米沢圭亮
- 制作 - CloverWorks[4]
- 製作 - 「抱かれたい男1位に脅されています。」製作委員会（アニプレックス、リブレ、アニメイト、ムービック）

### 主題歌
「不完全モノクローグ」
オープニングテーマ。作詞・歌は佐香智久、作曲はまふまふと佐香智久、編曲はまふまふ。
「ちゅんたか！」
エンディングテーマ。作詞はオーノカズナリ、作曲はCHI-MEY、編曲は大久保友裕、歌は東谷准太（小野友樹）と西條高人（高橋広樹）。

### 各話リスト
| 話数  | サブタイトル                                                              | 脚本     | 絵コンテ                     | 演出                | 作画監督 | 総作画監督                           |
| ----- | ------------------------------------------------------------------------- | -------- | ---------------------------- | ------------------- | --- | ------------------------------------ |
| hug1  | 芸能界は喰うか喰われるか。                                                | 成田良美 | 龍輪直征                     | 龍輪直征            | 芝美奈子 川口千里 栗原優 伊藤智子                                                                                           | 芝美奈子                             |
| hug2  | あいつ、もう俺に飽きやがったのか。                                        | 成田良美 | 下司泰弘 龍輪直征 田角麻奈美 | 殿水敦子 羽多野浩平 | 實藤晴香 熊田明子 田角麻奈美 本吉晃子 加藤万由子 伊藤智子                                                                   | 川口千里 山口仁七                    |
| hug3  | チカン、ダメ、ゼッタイ。                                                  | 成田良美 | 笹原嘉文                     | 笹原嘉文            | 加藤万由子 伊藤智子 本吉晃子 田角麻奈美 實藤晴香 熊田明子                                                                   | 栗原優                               |
| hug4  | ハメられたああぁぁ。                                                      | 井上美緒 | 田所修                       | 川西泰二            | 馮含露 宇都木勇 笹川弥幸 大西貴子 熊田亜輝 桑島望 大塚八愛 栗原優                                                           | 芝美奈子                             |
| hug5  | 俺の女にしてあげますよ。                                                  | 森江美咲 | 福田道生                     | 安藤貴史            | 羽坂英則 熊田明子 笹川弥幸 加藤万由子 本吉晃子 實藤晴香 伊藤智子 田角麻奈美                                                 | 川口千里 岡崎洋美                    |
| hug6  | なんでコイツとホテルで一緒に…まさか… いやいやいやないよな？そんな…そん…。 | 森江美咲 | 田所修                       | 髙田美里            | 栗原優 篁馨 桑島望 江森真理子 大西貴子 熊田亜輝 羽坂英則                                                                    | 栗原優 芝美奈子 川口千里             |
| hug7  | 好きでいてもいいですか。                                                  | 井上美緒 | 石井俊匡                     | 石井俊匡            | 本吉晃子 伊藤智子 笹川弥幸 加藤万由子 熊田明子 實藤晴香 田角麻奈美 安留雅弥                                                 | 芝美奈子 川口千里 栗原優 岡崎洋美    |
| hug8  | ず、ずらすな、海パンずらすな。                                            | 森江美咲 | 山下英美                     | 龍輪直征            | 江森真理子 熊田亜輝 羽坂英則 篁馨 大西貴子 田角麻奈美 桑島望 橘由美子 栗原優                                                | 芝美奈子 川口千里 栗原優             |
| hug9  | ……仲がいいことで。                                                        | 成田良美 | 渡部周                       | 渡部周              | 橘実咲 大藤佐恵子 賽藤晴香 伊藤智子 熊田明子 安留雅弥 羽坂英則 加藤万由子 小野陽子 田角麻奈美 笹川弥幸 栗原優               | 芝美奈子 川口千里 栗原優 岡崎洋美    |
| hug10 | 別れるぞ、チュン太。                                                      | 井上美緒 | 中山奈緒美                   | 高藤聡              | 川口千里 桑島望 大西貴子 江森真理子 羽坂英則 橘実咲 笹川弥幸 篁馨 熊田亜輝 加藤万由子 田角麻奈美 中村未奈美 栗原優 安留雅弥 | 芝美奈子 川口千里 栗原優             |
| hug11 | そんなに俺に惚れてんなら、飽きるまで抱かせてやるよ。                      | 成田良美 | 大嶋博之                     | 殿水敦子            | 熊田明子 笹川弥幸 本吉晃子 田角麻奈美 實藤晴香 加藤万由子 篁薫 伊藤智子 亀田朋幸 伊藤美奈 眼好鏡助 橘実咲                   | 芝美奈子 川口千里 栗原優 岡崎洋美    |
| hug12 | mi tesoro。                                                               | 成田良美 | 山下英美                     | 村田尚樹 中村近世   | 谷口繁則 袴田裕二 馮含露 眼好鏡助 宇都木勇 芝美奈子 川口千里 栗原優 熊田亜輝、大西貴子 江森真理子 羽坂英則                  | 芝美奈子 川口千里 栗原優 桑島望 篁馨 |
| hug13 | ふっふっふ〜ん♪ふっふっふ〜ん♪ふっふっふ〜ふふ〜ん。                      | 成田良美 | Royden B                     | 笹原嘉文            | 篁馨 桑島望 熊田亜輝 亀田朋幸 熊田明子 本吉晃子 實藤晴香 橘実咲 加藤万由子 伊藤智子                                         | 芝美奈子 川口千里 栗原優             |

### 放送局
| 放送期間                 | 放送時間                     | 放送局       | 対象地域 | 備考                      |
| ------------------------ | ---------------------------- | ------------ | -------- | ------------------------- |
| 2018年10月6日 - 12月29日 | 土曜 0:00 - 0:30（金曜深夜） | TOKYO MX     | 東京都   |                           |
|                          |                              | とちぎテレビ | 栃木県   |                           |
|                          |                              | 群馬テレビ   | 群馬県   |                           |
|                          |                              | BS11         | 日本全域 | BS放送 / 『ANIME+』枠     |
|                          | 土曜 23:00 - 23:30           | AT-X         | 日本全域 | CS放送 / リピート放送あり |
| 2018年10月7日 - 12月30日 | 日曜 1:00 - 1:30（土曜深夜） | KBS京都      | 京都府   |                           |
|                          |                              | サンテレビ   | 兵庫県   |                           |

| 配信期間      | 配信時間           | 配信サイト |
| ------------- | ------------------ | --- |
| 2018年10月6日 | 土曜 0:00 - 0:30   | AbemaTV |
| 2018年10月8日 | 月曜 12:00 更新    | dアニメストア ニコニコチャンネル GYAO! バンダイチャンネル ひかりTV U-NEXT アニメ放題 FOD ビデオマーケット DMM.com Amazonプライム・ビデオ |
|               | 月曜 23:00 - 23:30 | ニコニコ生放送 |
| 2018年10月9日 | 火曜 0:00 更新     | ビデオパス J:COMオンデマンド |

### BD / DVD
| 巻 | 発売日         | 収録話          | 規格品番      | 規格品番      |
| 巻 | 発売日         | 収録話          | BD            | DVD           |
| -- | -------------- | --------------- | ------------- | ------------- |
| 1  | 2018年11月28日 | 第1話           | ANZX-12751/2  | ANZB-12751/2  |
| 2  | 2018年12月26日 | 第2話 - 第3話   | ANZX-12753/4  | ANZB-12753/4  |
| 3  | 2019年1月30日  | 第4話 - 第5話   | ANZX-12755/6  | ANZB-12755/6  |
| 4  | 2019年2月27日  | 第6話 - 第7話   | ANZX-1277/8   | ANZB-12757/8  |
| 5  | 2019年3月27日  | 第8話 - 第9話   | ANZX-12759/60 | ANZB-12759/60 |
| 6  | 2019年4月24日  | 第10話 - 第11話 | ANZX-12761/2  | ANZB-12761/2  |
| 7  | 2019年5月29日  | 第12話 - 第13話 | ANZX-12763/4  | ANZB-12763/4  |

### Webラジオ
音泉、アニメイトタイムズにて『ちゅんたかラジオ 〜抱かれたい男1位と喋っています。〜』が、2018年10月3日にプレ配信後、10月10日から12月19日まで隔週水曜日に配信された。パーソナリティは東谷准太役の小野友樹と西條高人役の高橋広樹。

## 劇場アニメ
『劇場版 抱かれたい男1位に脅されています。〜スペイン編〜』（げきじょうばん だかれたいおとこいちいにおどされています スペインへん）が2021年10月9日に60スクリーンで公開した。公開直後から上映していない地方を中心にアニプレックスに問い合わせが寄せられ、同年11月中旬を目途に50スクリーンでセカンド上映が決定し、最終的に約110スクリーン規模に増加する見込み。

### スタッフ（劇場アニメ）
- 原作 - 桜日梯子[23]
- 監督 - 龍輪直征[23]
- 脚本 - 成田良美[23]
- キャラクターデザイン - 芝美奈子、川口千里[23]
- 音楽 - 横山克[23]
- 制作 - CloverWorks[23]
- 配給 - アニプレックス[23]

### 主題歌（劇場アニメ）
「変わりゆくもの変わらないもの」
DEEP SQUADによる主題歌。

## 舞台
劇中に登場する舞台『紅葉鬼』（こうようき）を実写化した舞台が、2019年6月28日から7月7日にかけて品川プリンスホテル クラブeXにて公演。
上記の続編となる舞台『紅葉鬼〜童子奇譚〜』（こうようき どうじきたん）が、2021年1月8日から14日にかけて日本青年館ホールにて公演。
上記の完結編となる舞台『紅葉鬼〜酒呑奇譚〜』（こうようき しゅてんきたん）が、2022年5月8日から15日まで、東京・シアター1010で上演。

### キャスト
紅葉鬼（初演）
- 西條高人 / 経若 - 陳内将[25]
- 綾木千広 / 繁貞 - 菊池修司[25]
- 帝 - 山﨑晶吾[25]
- 伊賀 - 中村太郎[25]
- 頼正 - 鐘ヶ江洸[25]
- 熊武 - 髙木俊[25]
- 呉葉 - 小野川晶[25]
- おまん - 鎌田英怜奈[25]
- 摩爬 - 富田翔[25]
- 維茂 - 今井靖彦[25]

紅葉鬼〜童子奇譚〜（続編）
- 西條高人 / 経若 - 陳内将[27]
- 茨木童子 - 梅津瑞樹[27]
- 渡辺綱 - 小坂涼太郎[27]
- イクシマ - 小波津亜廉[27]
- いぶき - 岩間甲樹／磯田虎太郎（※ダブルキャスト）[27]
- 行成 - 平楓士[27]
- 熊武 - 髙木俊[27]
- 保名 - 富田翔[27]

紅葉鬼～酒呑奇譚～（完結編）
- 西條高人/経若 - 陳内将[28]
- 東谷准太/酒呑童子 - 加藤将[28]
- イクシマ - 小波津亜廉[28]
- 帝 - 小野健斗[28]
- 鷲王 - 田鶴翔吾[28]
- 雪熊 - 小林由佳[28]
- 月熊 - 今村ゆり子[28]
- 花熊 - 渡邊彩乃[28]
- 行成 - 相澤莉多[28]
- いぶき - 磯田虎太郎 / 前田武蔵（※ダブルキャスト）[28]
- 星熊 - 髙木俊[28]
- 保名 - 富田翔[28]
- 維茂 - 今井靖彦[28]
- 綾木千広 / 繁貞 - 菊池修司[28]

### スタッフ（舞台）
- 原作 - 桜日梯子「抱かれたい男1位に脅されています。」[25][27][28]
- 脚本 - 葛木英（初演、続編、完結編）[25][27][28]、畑雅文（続編）[27]
- 演出 - 町田慎吾[25][27][28]
- 制作 - トライフルエンターテインメント[25]

## テレビドラマ（タイ版）
『Top Form～抱かれたい男1位に脅されています。～』（タイ語題：กอดกันมั้ย นายตัวท็อป）はタイで2025年3月20日から放送されているテレビドラマ。タイではWe TV、日本ではRakuten TVにて配信されている。

### キャスト
- アキン - ラウィーウィット・ジラーポーンカーノン（ブーム）
- ジン - チサヌポン・プワンマニー（スマート）